# Chloroclystis rubrinotata
Chloroclystis rubrinotata är en fjärilsart som beskrevs av W. Warren 1893. Chloroclystis rubrinotata ingår i släktet Chloroclystis och familjen mätare. Inga underarter finns listade i Catalogue of Life.